# Óscar Vivanco
Óscar Vivanco Arco (30 de septiembre de 1962 en Bilbao, Vizcaya, España), más conocido como Vivanco, es un exfutbolista español que jugaba como defensa.

## Trayectoria deportiva
Vivanco se formó en diversas canteras del fútbol vizcaíno como la del Iturrigorri, Plencia y Guecho hasta que llegó al juvenil del Athletic Club en 1980. Esa misma temporada hizo su debut con el Bilbao Athletic. Allí disputó 157 encuentros durante cinco temporadas. Incluso, el 1 de junio de 1983 hizo su debut con el Athletic Club en un partido de Copa de la Liga. El 2 de marzo de 1986 hizo su debut en Primera División, en San Mamés, ante el Sporting de Gijón. En la temporada 1986-87 fue jugador del primer equipo, aunque únicamente disputó cinco encuentros.
En 1987, tras nueve partidos con el Athletic Club, se marchó al Sestao Sport Club. Al año siguiente fichó por el Atlético de Madrid "B" y, en la temporada 1989-90, jugó más de una veintena de encuentros en Primera División con el Rayo Vallecano. Su último destino como futbolista fue el Deportivo Alavés, donde jugó dos temporadas.

## Clubes
| Club                   | País   | Periodo   | Partidos |
| ---------------------- | ------ | --------- | -------- |
| Bilbao Athletic        | España | 1981-1986 | 157      |
| Athletic Club          | España | 1983-1987 | 9        |
| Sestao Sport Club      | España | 1987-1988 | 14       |
| Atlético de Madrid "B" | España | 1988-1989 | 29       |
| Rayo Vallecano         | España | 1989-1990 | 25       |
| Deportivo Alavés       | España | 1991-1993 | 61       |